# Laura Ruby
Laura Ruby (New Jersey, ...) è una scrittrice statunitense.

## Biografia
Nata e cresciuta nel New Jersey, vive e lavora a Chicago con il marito e i figli.
Insegnante di scrittura per ragazzi presso la Hamline University, nel corso della sua carriera è stata due volte finalista ai National Book Award e ha vinto il Michael L. Printz Award nel 2016 con Bone Gap.
Autrice di 13 romanzi per bambini e giovani-adulti, suoi articoli e racconti sono apparsi in periodici e antologie.

## Opere

### Romanzi
- Lily’s Ghosts (2003)
- Everything I Wanted to Know About Being a Girl I Learned from Judy Blume (2006)
- The Wall and the Wing (2006)
- I'm Not Julia Roberts (2007)
- The Chaos King (2007)
- Good Girls, Roma, Fanucci, 2008 traduzione di Annalisa Di Liddo ISBN 978-88-347-1392-1.
- Play Me (2008)
- Bad Apple (2009)
- Bone Gap (2015)
- York: The Shadow Cipher (2017)
- York: The Clockwork Ghost (2019)
- Thirteen Doorways, Wolves Behind Them All (2019)
- York: The Map of Stars (2020)

## Premi e riconoscimenti
- Carnegie Medal: 2007 nomination per The Wall and the Wing
- National Book Award per la letteratura per ragazzi: 2015 finalista con Bone Gap, 2019 finalista con Thirteen Doorways, Wolves Behind Them All
- Michael L. Printz Award: 2016 vincitrice con Bone Gap